# Olipa
Koordinati:   42°45′50″E, 17°46′30″E
Olipa je majhen otoček v skupini Elafitskih otokov v Jadranskem morju. Pripada Hrvaški.
Olipa, na kateri stoji svetilnik, leži med otokom Jakljan in rtom Vratnik na polotoku Pelješac, od katerega je oddaljen okoli 0,4 km. Površina otočka meri 0,903 km². Dolžina obalnega pasu je 4,99 km. Najvišji vrh, ki se imenuje Vrh Olipa je visok 206 mnm.
Iz pomorske karte je razvidno, da svetilnik, ki stoji na skrajni južni točki otočka, oddaja svetlobni signal: B Bl(3) 10 s. Nazivni domet svetilnika je 10 milj.